# La Liga 2015-2016
La Liga 2015-16 este sezonul cu numărul 85 al campionatului Spaniei la fotbal. Sezonul a început pe 22 august 2015 și s-a încheiat pe 15 mai 2016.

## Echipe

### Echipele promovate și cele retrogradate
În sezonul trecut, 20 de echipe făceau parte din La Liga, dintre care ultimele 3 clasate aveau să părăsească La Liga și să retrogradeze. În acest an au promovat Real Betis și Sporting Gijon, urmând ca a treia echipă să fie cea care câștiga în play-off, adică Las Palmas.
Almeria Cordoba și Eibar au retrogradat din Primera Division, în sezonul 2014-2015, în Segunda Division.

Real Betis a fost prima echipă care a promovat în La Liga, după victoria cu 3-0 în fața celor de la Alcaron.
Sporting Gijon a fost a doua echipă calificată în La Liga.
Las Palmas a promovat pe 21 iunie, după ce a pierdut în fața celor de la Real Zaragoza cu 2-0. 13 ani a durat ca Las Palmas să revină în La Liga, după ce în 2002 a fost pentru ultima oară în La Liga.

## Echipe, stadioane și locații
| Echipă              | Locație       | Stadion                | Capacitate |
| ------------------- | ------------- | ---------------------- | ---------- |
| Athletic Bilbao     | Bilbao        | San Mamés              | 53,289     |
| Atlético Madrid     | Madrid        | Vicente Calderón       | 54,907     |
| Barcelona           | Barcelona     | Camp Nou               | 99,354     |
| Celta de Vigo       | Vigo          | Balaídos               | 31,800     |
| Deportivo La Coruña | A Coruña      | Riazor                 | 34,600     |
| Eibar               | Eibar         | Ipurua                 | 6,267      |
| Espanyol            | Cornellà      | Power8 Stadium         | 40,500     |
| Getafe              | Getafe        | Coliseum Alfonso Pérez | 17,393     |
| Granada             | Granada       | Nuevo Los Cármenes     | 23,156     |
| Las Palmas          | Las Palmas    | Gran Canaria           | 32,150     |
| Levante             | Valencia      | Ciutat de València     | 26,354     |
| Málaga              | Málaga        | La Rosaleda            | 30,044     |
| Rayo Vallecano      | Madrid        | Vallecas               | 14,708     |
| Real Betis          | Sevilla       | Benito Villamarín      | 52,500     |
| Real Madrid         | Madrid        | Santiago Bernabéu      | 85,454     |
| Real Sociedad       | San Sebastián | Anoeta                 | 32,076     |
| Sevilla             | Sevilla       | Ramón Sánchez Pizjuán  | 45,500     |
| Sporting Gijón      | Gijón         | El Molinón             | 29,029     |
| Valencia            | Valencia      | Mestalla               | 55,000     |
| Villarreal          | Villarreal    | El Madrigal            | 24,890     |

## Persoane importante și sponsori:
| Echipă              | Președinte                 | Antrenor principal     | Căpitan            | Producator echipament | Sponsor Tricou                            |
| ------------------- | -------------------------- | ---------------------- | ------------------ | --------------------- | ----------------------------------------- |
| Atletico Madrid     | Enrique Cerezo             | Diego Simeone          | Gabi               | Nike                  | Plus500, Azerbaidjan 1, Huawei 3          |
| Barcelona           | Josep Maria Bartomeu       | Luis Enrique           | Andrés Iniesta     | Nike                  | Qatar Airways, UNICEF, 1 2 Beko 3         |
| Celta Vigo          | Carlos Mouriño             | Eduardo Berizzo        | Augusto Fernández  | Adidas                | Citroen, Abanca, Estrella Galicia 4       |
| Deportivo La Coruna | Constantino Fernández Pico | Víctor Sánchez del Amo | Manuel Pablo       | Loto                  | Estrella Galicia, Abanca 1                |
| Eibar               | Alex Aranzabal             | José Luis Mendilibar   | Mikel Arruabarrena | Puma                  | AVIA, Wiko 1                              |
| Espanyol            | Ramon Condal               | Constantin Gâlcă       | Javi Lopez         | Joma                  | Power8                                    |
| Getafe              | Înger Torres               | Fran Escribá           | Pedro Leon         | Joma                  | Tecnocasa Group                           |
| Granada             | Quique Pina                | Jose Ramon Sandoval    | Diego Mainz        | Joma                  |                                           |
| Las Palmas          | Miguel Angel Ramirez       | Paco Herrera           | David Garcia       | Acerbis               | Gran Canaria                              |
| Levant              | Quico catalană             | Lucas Alcaraz          | Juanfran Garcia    | Nike                  | East United                               |
| Málaga              | Sheikh Abdullah Al Thani   | Javi Gracia            | Duda               | Nike                  |                                           |
| Rayo Vallecano      | Raul Martin Dam            | Paco Jemez             | David Cobeño       | Kelme                 | QBAO.com, Nevir 1                         |
| Real Betis          | Manuel Dominguez           | Pepe Mel               | Jorge Molina       | Adidas                |                                           |
| Real Madrid         | Florentino Perez           | Rafael Benitez         | Sergio Ramos       | Adidas                | Fly Emirates                              |
| Real Sociedad       | Unele Aperribay            | David Moyes            | Xabi Prieto        | Adidas                | QBAO.com, Kutxabank 1                     |
| Sevilla             | Jose Castro Carmona        | Unai Emery             | Jose Antonio Reyes | Balanta noua          |                                           |
| Sporting Gijon      | Antonio Vega               | Abelardo Fernández     | Alberto Lora       | Kappa                 | Gijon, Telecable, patru vițel asturiană 3 |
| Valencia            | Lay Hoon Chan              | Nuno Espírito Santo    | Daniel Parejo      | Adidas                |                                           |
| Villarreal          | Fernando Roig Alfonso      | Marcelino García Toral | Bruno Soriano      | Xtep                  | Pamesa Ceramica                           |
| Athletic Club       | Josu Urrutia               | Ermesto Valverde       | Carlos Gupergui    | Nike                  | Nike                                      |

## Clasament
| Poz. | Echipa          | P  | M  | V  | E  | Î  | GM  | GP | Glv. | %    | Calificare sau retrogradare            |
| ---- | --------------- | -- | -- | -- | -- | -- | --- | -- | ---- | ---- | -------------------------------------- |
| 1    | Barcelona       | 91 | 38 | 29 | 4  | 5  | 112 | 29 | 83   | 79.8 | Grupele UCL 2016-17!                   |
| 2    | Real Madrid     | 90 | 38 | 28 | 6  | 4  | 110 | 34 | 76   | 78.9 | Grupele UCL 2016-17!                   |
| 3    | Atletico Madrid | 88 | 38 | 28 | 4  | 6  | 63  | 18 | 45   | 77.2 | Grupele UCL 2016-17!                   |
| 4    | Villareal       | 64 | 38 | 18 | 10 | 10 | 44  | 35 | 9    | 56.1 | Play-off UCL 2016-17!                  |
| 5    | Athletic Club   | 62 | 38 | 18 | 8  | 12 | 58  | 45 | 13   | 54.4 | Grupele UEL 2016-17                    |
| 6    | Celta Vigo      | 60 | 38 | 17 | 9  | 12 | 51  | 59 | -8   | 52.6 | Runda 3 UEL 2016-17                    |
| 7    | Sevilla         | 52 | 38 | 14 | 10 | 14 | 51  | 50 | 1    | 45.6 | Calificare in play-off-ul UEL 2016-17! |
| 8    | Malaga          | 48 | 38 | 12 | 12 | 14 | 38  | 35 | 3    | 42.1 |                                        |
| 9    | Real Sociedad   | 48 | 38 | 13 | 9  | 16 | 45  | 48 | -3   | 42.1 |                                        |
| 10   | Real Betis      | 45 | 38 | 11 | 12 | 15 | 34  | 52 | -18  | 39.5 |                                        |
| 11   | Las Palmas      | 44 | 38 | 12 | 8  | 18 | 45  | 53 | -8   | 38.6 |                                        |
| 12   | Valencia        | 44 | 38 | 11 | 11 | 16 | 46  | 48 | -2   | 38.6 |                                        |
| 13   | Espanyol        | 43 | 38 | 12 | 7  | 19 | 40  | 74 | -34  | 37.7 |                                        |
| 14   | Eibar           | 43 | 38 | 11 | 10 | 17 | 49  | 61 | -12  | 37.7 |                                        |
| 15   | Deportivo       | 42 | 38 | 8  | 18 | 12 | 45  | 61 | -16  | 36.8 |                                        |
| 16   | Granada         | 39 | 38 | 10 | 9  | 19 | 46  | 69 | -23  | 34.2 |                                        |
| 17   | Sporting Gijon  | 39 | 38 | 10 | 9  | 19 | 40  | 62 | -22  | 34.2 |                                        |
| 18   | Rayo Vallecano  | 38 | 38 | 9  | 11 | 18 | 52  | 73 | -21  | 33.3 | Retrogradare in Segunda Division       |
| 19   | Getafe          | 36 | 38 | 9  | 9  | 20 | 37  | 67 | -30  | 31.6 | Retrogradare in Segunda Division       |
| 20   | Levante         | 32 | 38 | 8  | 8  | 22 | 37  | 70 | -33  | 28.1 | Retrogradare in Segunda Division       |

## Rezultate
| Acasă ╲ Deplasare | ATH | ATM | BAR | CEL | DEP | EIB | ESP | GET | GRA | LPA | LEV | MLG | RVA  | RBB | RMA | RSO | SEV | SPG | VAL | VILL |
| Athletic Bilbao   |     | 0–1 | 0–1 | 2–1 | 4–1 | 5–2 | 2–1 | 3–1 | 1–1 | 2–2 | 2–0 | 0–0 | 1–0  | 3–1 | 1–2 | 0–1 | 3–1 | 3–0 | 3–1 | 0–0  |
| Atletico Madrid   | 2–1 |     | 1–2 | 2–0 | 3–0 | 3–1 | 1–0 | 2–0 | 3–0 | 1–0 | 1–0 | 1–0 | 1–0  | 5–1 | 1–1 | 3–0 | 0–0 | 1–0 | 2–1 | 0–0  |
| FC Barcelona      | 6–0 | 2–1 |     | 6–1 | 2–2 | 3–1 | 5–0 | 6–0 | 4–0 | 2–1 | 4–1 | 1–0 | 5–2  | 4–0 | 1–2 | 4–0 | 2–1 | 6–0 | 1–2 | 3–0  |
| Celta de Vigo     | 0–1 | 0–2 | 4–1 |     | 1–1 | 3–2 | 1–0 | 0–0 | 2–1 | 3–3 | 4–3 | 1–0 | 3–0  | 1–1 | 1–3 | 1–0 | 1–1 | 2–1 | 1–5 | 0–0  |
| Deportivo         | 2–2 | 1–1 | 0–8 | 2–0 |     | 2–0 | 3–0 | 0–2 | 0–1 | 1–3 | 2–1 | 3–3 | 2–2  | 2–2 | 0–2 | 0–0 | 1–1 | 2–3 | 1–1 | 1–2  |
| Eibar             | 2–0 | 0–2 | 0–4 | 1–1 | 1–1 |     | 2–1 | 3–1 | 5–1 | 0–1 | 2–0 | 1–2 | 1–0  | 1–1 | 0–2 | 2–1 | 1–1 | 2–0 | 1–1 | 1–2  |
| Espanyol          | 2–1 | 1–3 | 0–0 | 1–1 | 1–0 | 4–2 |     | 1–0 | 1–1 | 1–0 | 1–1 | 2–0 | 2–1  | 0–3 | 0–6 | 0–5 | 1–0 | 1–2 | 1–0 | 2–2  |
| Getafe            | 0–1 | 0–1 | 0–2 | 0–1 | 0–0 | 1–1 | 3–1 |     | 1–2 | 4–0 | 3–0 | 1–0 | 1–1  | 1–0 | 1–5 | 1–1 | 1–1 | 1–1 | 2–2 | 2–0  |
| Granada CF        | 2–0 | 0–2 | 0–3 | 0–2 | 1–1 | 1–3 | 1–1 | 3–2 |     | 3–2 | 5–1 | 0–0 | 2–2  | 1–1 | 1–2 | 0–3 | 2–1 | 2–0 | 1–2 | 1–3  |
| Las Palmas        | 0–0 | 0–3 | 1–2 | 2–1 | 0–2 | 0–2 | 4–0 | 4–0 | 4–1 |     | 0–0 | 1–1 | 0–1  | 1–0 | 1–2 | 2–0 | 2–0 | 1–1 | 2–1 | 0–0  |
| Levante UD        | 2–2 | 2–1 | 0–2 | 1–2 | 1–1 | 2–2 | 2–1 | 3–0 | 1–2 | 3–2 |     | 0–1 | 2–1  | 0–1 | 1–3 | 0–4 | 1–1 | 0–0 | 1–0 | 1–0  |
| Málaga            | 0–1 | 1–0 | 1–2 | 2–0 | 2–0 | 0–0 | 1–1 | 3–0 | 2–2 | 4–1 | 3–1 |     | 1–1  | 0–1 | 1–1 | 3–1 | 0–0 | 1–0 | 1–2 | 0–1  |
| Rayo Vallecano    | 0–3 | 0–2 | 1–5 | 3–0 | 1–3 | 1–1 | 3–0 | 2–0 | 2–1 | 2–0 | 3–1 | 1–2 |      | 0–2 | 2–3 | 2–2 | 2–2 | 2–1 | 0–0 | 2–1  |
| Real Betis        | 1–3 | 0–1 | 0–2 | 1–1 | 1–2 | 0–4 | 1–3 | 2–1 | 2–0 | 1–0 | 1–0 | 0–1 | 2–2  |     | 1–1 | 1–0 | 0–0 | 1–1 | 1–0 | 1–1  |
| Real Madrid       | 4–2 | 0–1 | 0–4 | 7–1 | 5–0 | 4–0 | 6–0 | 4–1 | 1–0 | 3–1 | 3–0 | 0–0 | 10–2 | 5–0 |     | 3–1 | 4–0 | 5–1 | 3–2 | 3–0  |
| Real Sociedad     | 0–0 | 0–2 | 1–0 | 2–3 | 1–1 | 2–1 | 2–3 | 1–2 | 3–0 | 0–1 | 1–1 | 1–1 | 2–1  | 2–1 | 0–1 |     | 2–0 | 0–0 | 2–0 | 0–2  |
| Sevilla           | 2–0 | 0–3 | 2–1 | 1–2 | 1–1 | 1–0 | 2–0 | 5–0 | 1–4 | 2–0 | 3–1 | 2–1 | 3–2  | 2–0 | 3–2 | 1–2 |     | 2–0 | 1–0 | 4–2  |
| Sporting de Gijon | 0–2 | 2–1 | 1–3 | 0–1 | 1–1 | 2–0 | 2–4 | 1–2 | 3–3 | 3–1 | 0–3 | 1–0 | 2–2  | 1–2 | 0–0 | 5–1 | 2–1 |     | 0–1 | 2–0  |
| Valencia          | 0–3 | 1–3 | 1–1 | 0–2 | 1–1 | 4–0 | 2–1 | 2–2 | 1–0 | 1–1 | 3–0 | 3–0 | 2–2  | 0–0 | 2–2 | 0–1 | 2–1 | 0–1 |     | 0–2  |
| Villareal         | 3–1 | 1–0 | 2–2 | 1–2 | 0–2 | 1–1 | 3–1 | 2–0 | 1–0 | 0–1 | 3–0 | 1–0 | 2–1  | 0–0 | 1–0 | 0–0 | 2–1 | 2–0 | 1–0 |      |

Ultima actualizare: 15 mai 2016
Sursa: La Liga
1Echipa gazdă este listată în coloana din stânga.
Culori: Albastru = gazda e câștigătoare; Galben = egal; Roșu = oaspeții sunt câștigători.
Pentru meciurile următoare, un a indică existența unui articol despre meci.

## Golgheteri
| Nr. | Nume              | Echipa      | Goluri |
| --- | ----------------- | ----------- | ------ |
| 1   | Luis Suarez       | Barcelona   | 40     |
| 2   | Cristiano Ronaldo | Real Madrid | 35     |
| 3   | Lionel Messi      | Barcelona   | 26     |

## Pasatori
| Nr. | Nume         | Echipa          | Pase |
| --- | ------------ | --------------- | ---- |
| 1   | Lionel Messi | Barcelona       | 16   |
| 1   | Luis Suarez  | Barcelona       | 16   |
| 3   | Koke         | Atletico Madrid | 14   |
| 3   | Neymar       | Barcelona       | 14   |

## Premiile La Liga
| Luna       | Antrenorul lunii       | Antrenorul lunii | Jucătorul lunii | Jucătorul lunii     | Notă          | Notă |
| Luna       | Antrenor               | Club             | Jucator         | Club                |               |      |
| ---------- | ---------------------- | ---------------- | --------------- | ------------------- | ------------- | ---- |
| Septembrie | Marcelino García Toral | Villarreal       | Nolito          | Celta Vigo          | [ 3 ] [ 4 ]   |      |
| Octombrie  | Ernesto Valverde       | Athletic Bilbao  | Borja Bastón    | Eibar               | [ 5 ] [ 6 ]   |      |
| Noiembrie  | Diego Simeone          | Atlético Madrid  | Neymar          | Barcelona           | [ 7 ] [ 8 ]   |      |
| Decembrie  | Javi Gracia            | Málaga           | Lucas Pérez     | Deportivo La Coruña | [ 9 ] [ 10 ]  |      |
| Ianuarie   | Unai Emery             | Sevilla          | Lionel Messi    | Barcelona           | [ 11 ] [ 12 ] |      |
| Februarie  | Eusebio Sacristán      | Real Sociedad    | Miku            | Rayo Vallecano      | [ 13 ] [ 14 ] |      |
| Martie     | Quique Setién          | Las Palmas       | Aritz Aduriz    | Athletic Bilbao     | [ 15 ] [ 16 ] |      |
| Aprilie    | Zinedine Zidane        | Real Madrid      | Koke            | Atlético Madrid     | [ 17 ] [ 18 ] |      |
| Mai        | Luis Enrique           | Barcelona        | Luis Suárez     | Barcelona           | [ 19 ] [ 20 ] |      |